# Al Okhdood Club
Al-Okhdood Club (în arabă نادي الأخدود) este un club de fotbal din Arabia Saudită cu sediul în orașul Najran, în sudul țării, care evoluează în Liga Profesionistă din Arabia Saudită. Înființat 1976, clubul a câștigat de două ori Divizia Secundă Saudită (al treilea eșalon al fotbalului saudit), în 1992 și în 2021. În 2023, Al-Okhdood a obținut în premieră în istoria clubului promovarea în Liga Profesionistă din Arabia Saudită după ce a încheiat pe locul trei în Prima Divizie, eșalonul secund al piramidei fotbalistice saudite, devenind al 37-lea club din istorie care joacă în Liga Profesionistă.
Pe lângă fotbal, clubul are numeroase departamente, între care karate, handbal, taekwondo, volei, polo pe apă, baschet și ciclism. Numele clubului provine de la povestea din Coran despre oamenii din șanț, menționați ca fiind arși de vii în orașul Najran în anul 523 datorită credinței lor în Allah.